# Цибульський Сергій Сергійович
Сергій Сергійович Цибульський (нар. 7 квітня 1994, Херсон, Україна) — український футболіст, півзахисник «Скорук».

## Життєпис
Сергій Цибульський народився 7 квітня 1994 року в Херсоні. У ДЮФЛУ захищав кольори херсонських команд «Овіти» (2000—2008) та «Кристалу» (2008—2011).
Першим дорослим клубом Сергія став саме херсонський «Кристал», у складі якого в 2011 році він зіграв 1 матч у аматорському чемпіонаті України. Проте на професіональному рівні дебютував 15 жовтня 2010 року в складі горностаївського «Миру» в виїзному матчі 13-го туру групи Б Другої ліги чемпіонату України проти «Шахтаря-3». «Мир» здобув перемогу з рахунком 2:3. Сергій вийшов на поле на 90-ій хвилині замість Олександра Шипи. Загалом у сезоні зіграв лише 4 матчі, при цьому в 3-ох з них виходив на поле лише на останні секунди матчу. І лише 9 травня 2012 року зіграв 10 хвилин у матчі чемпіонату України проти криворізького «Гірника».
В 2013 році повернувся до складу херсонського «Кристалу», у складі якого в чемпіонатах України зіграв 14 матчів та 1 поєдинок у кубок України.
З 2014 по 2015 роки виступав у складі новокаховської «Енергії». У складі цього клубу забив свій перший м'яч у професіональній кар'єрі. Сталося це 16 серпня 2014 року в 3-му турі Другій лізі чемпіонату України проти донецького «Шахтаря-3». Матч завершився поразкою новокаховської команди з рахунком 1:4. Цибульский вийшов на поле на 39-ій хвилині, замінивши Марка Мостіпана, а на 46-ій хвилині відзначився голом. У футболці «Енергії» в чемпіонатах України зіграв 44 матчі та забив 5 м'ячів, ще 2 поєдинки за новокаховську команду провів у кубку України.
З 2016 року виступав в складі команди «Колос» (Ковалівка).

## Досягнення
- Друга ліга чемпіонату України:
  -  Переможець (1): 2015/16